# Kultura zarubiniecka
     kultura przeworska
     kultura zarubiniecka

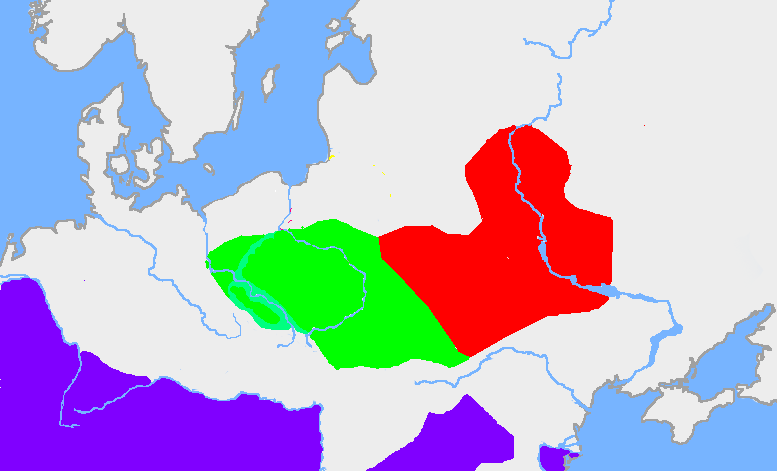
Kultury archeologiczne u progu I wieku n.e.
kultura przeworska
kultura zarubiniecka

Kultura zarubiniecka – kultura archeologiczna środkowego i późnego okresu lateńskiego i okresu wpływów rzymskich. Jej nazwa pochodzi od miejscowości Zarubińce na Ukrainie, gdzie przebadano stanowisko archeologiczne tej kultury.

## Geneza
W starszej literaturze przyjął się pogląd o uformowaniu się kultury zarubinieckiej na wcześniejszej kulturze miłogradzkiej identyfikowanej przez niektórych badaczy z Neurami i kulturze pomorskiej, przy znacznym udziale oddziaływań celtyckich.
Według współczesnych ustaleń archeologii białoruskiej i ukraińskiej, genezy kultury zarubinieckiej nie należy upatrywać we wcześniejszej jednostce taksonomicznej, jaką jest na tych terenach kultura miłogradzka. Jest to sprzeczne z dawniejszymi poglądami badaczy, którzy w tym przypadku upatrywali ciągłości osadniczej na obszarze Białorusi i północnej Ukrainy. Archeolodzy białoruscy i ukraińscy szukają genezy omawianej kultury na zewnętrznych, wobec zajmowanego przez nią terytorium, obszarach, między innymi w rejonie Wisły. W okresie swego rozwoju kultura zarubiniecka pozostawała w silnych związkach z kulturami strefy bałtyjskiej.

## Chronologia i zasięg występowania
Kultura ta uformowała się w III wieku p.n.e. W literaturze polskiej przyjął się pogląd, według którego kres kultury zarubinieckiej nastąpił mniej więcej na przełomie er, po czym przez półtora wieku miały istnieć jednostki postzarubinieckie. Jednak teorii takiej przeciwstawiają się badacze ukraińscy, zdaniem których kultura ta przetrwała do końca II lub nawet III wieku n.e., przy czym do takiej opinii przychyla się również część badaczy polskich. Kultura ta rozwijała się na obszarze północnej Ukrainy i na Białorusi, zajmując część tych obszarów, od środkowego Bugu i Prypeci, po ujście Berezyny do Dniepru. Obszary zajmowane przez ludność kultury zarubinieckiej charakteryzują się dużą ilością cieków wodnych, jezior i bagien. Dodatkowo tereny te były gęsto zalesione w czasie rozwoju tej kultury. Ponadto jej stanowiska znane są również z Grzędy Horodelskiej i Obniżenia Dubieńskiego w Polsce. W jej obrębie Rościsław Terpiłowski wyróżnił trzy grupy terytorialne:
- grupę Liuteż – rozwijającą się nad środkowym Dnieprem
- grupę Poczep – lokalizowaną nad górną i środkową Desną
- grupę Kartamyszewo 2 – istniejącą nad rzekami Worsklą, Dońcem i Orłem

## Gospodarka
Gospodarka kultury zarubinieckiej związana była bezpośrednio z lasem. Pierwszym uprawianym zbożem było proso, po czym w późniejszych czasach zaczęła pojawiać się także pszenica. Plony zbierano wyłącznie za pomocą sierpów. Ponadto uprawiano również len mający znaczenie w pozyskiwaniu płótna. O znaczeniu tkactwa świadczą z kolei gliniane, a czasem kamienne lub kościane przęśliki. Duże znaczenie miała hodowla zwierząt, wśród których dominowało bydło będące głównym dostarczycielem mięsa. Hodowano także konie zbliżone do tarpanów oraz świnie. Pewną rolę odgrywało również zbieractwo i łowiectwo.

## Osadnictwo i budownictwo
W kulturze zarubinieckiej funkcjonowało głównie osadnictwo otwarte. Osady zakładano przede wszystkim w miejscach z natury obronnych. W późnej fazie rozwoju pojawiły się także osady umocnione, które można nazywać grodami. Nie wiadomo jaką rolę wśród ówczesnych społeczności pełniły owe formy osadnicze. Mogły być one zamieszkiwane stale lub były swego rodzaju schronieniem (j.łac. refugium) dla ludności w niebezpiecznych sytuacjach. Osadnictwo zarubinieckie było bardziej stabilne w okresie lateńskim, zaś mniej w okresie wpływów rzymskich. Typowymi formami obiektów mieszkalnych były półziemianki. Jak sama nazwa wskazuje były one częściowo zagłębione w ziemię. Ich dachy opierano na kilku słupach, podłogi uszczelniano gliną, natomiast ściany wykonywano w konstrukcji plecionkowej, po czym także wykładano je gliną. W zdecydowanej większości domów istniały paleniska umieszczane w narożnikach, umacniane za pomocą gliny i kamieni.

## Obrządek pogrzebowy
Obrządek pogrzebowy kultury zarubinieckiej miał charakter wyłącznie ciałopalny. Zmarłych wpierw palono na stosach, po czym ich szczątki chowano do urn lub rozsypywano w jamach wykopanych w ziemi. Charakterystyczne dla tej kultury jest, że przedmioty złożone wraz ze szczątkami nie mają śladów przypalania ogniem, co świadczy, że nie palono ich na stosie wraz z ciałem zmarłego. Zmarłych wyposażano więc dopiero po złożeniu do grobu, co różni kulturę zarubiniecką od sąsiednich. Cmentarzyska osiągały nieraz znaczne rozmiary, zwłaszcza jeszcze w okresie lateńskim. Lokowano je z reguły w trudno dostępnych miejscach, a jednak niedaleko od osad. Przykładem takiego cmentarzyska jest stanowisko na uroczysku Wielemicze na Polesiu.

## Inwentarz

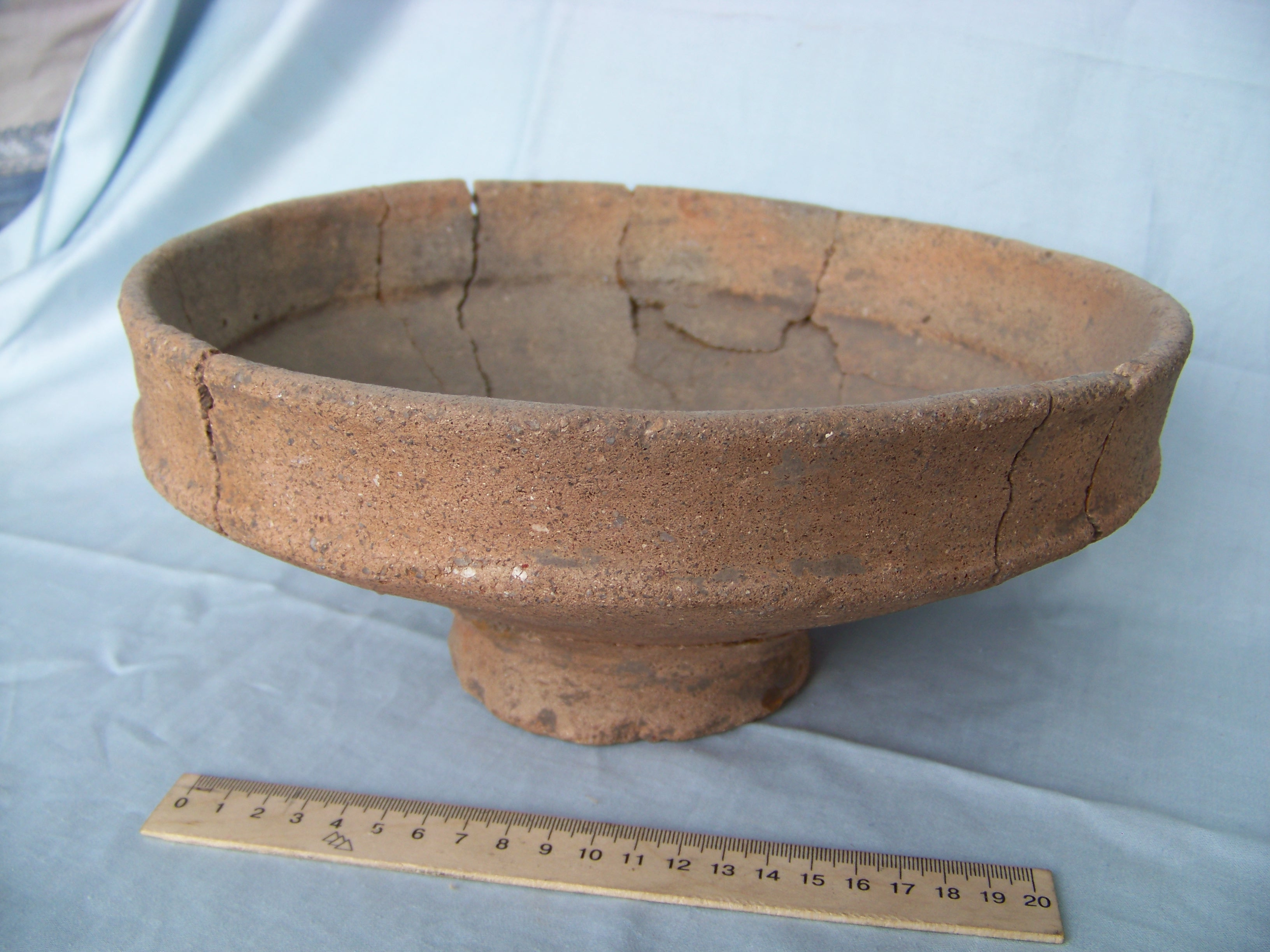
Ceramika

Ceramika kultury zarubinieckiej ma dość archaiczny charakter. Znanych jest wiele wyrobów z surowców organicznych, które licznie zachowały się dzięki warunkom przyrodniczym panującym na omawianych ziemiach. Są to na przykład spławiki, ościenie, igły, szpile i obsadki sierpów. Wśród wyrobów brązowych wykształcił się tak zwany styl zarubiniecki. Przykładami przedmiotów wykonanych w tym stylu są zapinki z trójkątnym kabłąkiem. Występowały również wyroby importowane z innych obszarów. Można wśród nich wyróżnić amfory pochodzące ze zromanizowanych kolonii greckich znad Morza Czarnego, wyroby ze szkła, miseczki, pucharki, buteleczki, a także paciorki, wśród których występują także wykonane techniką mozaikową. Ze strefy bałtyjskiej pochodzą wyroby brązowe, w składzie chemicznym zbliżone do mosiądzu, a ponadto siekiery z tulejką, będące wyrobem nieco archaicznym.

## Zanik
Do upadku kultury zarubinieckiej, zdaniem niektórych archeologów, przyczyniły się najazdy plemion sarmackich. Istotny jest okres, w którym zaniknęła kultura zarubiniecka. Według nowszych ustaleń istniała ona przynajmniej do końca II wieku n.e., a najprawdopodobniej również około 100 lat dłużej. Oznacza to, że na jej podłożu wykształciła się, utożsamiana ze Słowianami, kultura kijowska. Wobec tego również ludność kultury zarubinieckiej może być wiązana z etnosem słowiańskim.